# Ballet Flamenco de Andalucía
Das Ballet Flamenco de Andalucía ist eine spanische Tanzkompanie.

## Geschichte
Das Ballett wurde 1994 als Compañía Andaluza de Danza unter der Leitung von Mario Maya gegründet. Die beiden ersten Shows waren Réquiem und De lo flamenco. Weitere herausragende Vorstellungen in den ersten Jahren waren 
- 1996 El perro andaluz. Burlerías[3] von María Pagés in Anlehnung an den gleichnamigen Film von Luis Buñuel und Salvador Dalí, womit die Künstlerin den nationalen Preis für Choreografie gewann;[4]
- 1997 La vida breve nach der gleichnamigen Oper von Manuel de Falla und Romeras, beide choreografiert von José Antonio Ruiz.[5]
- 2002 Bodas de sangre nach der Tragödie von Federico García Lorca mit der Choreografie von Antonio Gades;[6]
- 2003 Yerma nach Federico García Lorcas gleichnamigem Drama. Für ihren Tanz in dieser Inszenierung gewann Cristina Hoyos den Premio Max für die beste Tänzerin.[7]

2004 änderte die Kompanie ihren Namen in Ballet Flamenco de Andalucía. Später schufen beispielsweise Cristina Hoyos mit Viaje al sur (2005), Rubén Olmo mit Metáfora (2012) und Rafaela Carrasco mit ihrer Jubiläums-Vorstellung Imágenes (2014) Inszenierungen von nachhaltiger Wirkung. Ihr 25-jähriges Bestehen 2019 feierte die Kompanie mit einer großen anthologischen Vorstellung.
Mit der Inszenierung Origen. La semilla de los tiempos knüpfte die Kompanie 2025 an barocke Wurzeln des Flamenco an.

## Leitung
Die Kompanie untersteht der Junta de Andalucía, der Regierung der autonomen Gemeinschaft Andalusien.
Die Direktorinnen und Direktoren der Kompanie waren und sind prägende Persönlichkeiten in der jüngeren Geschichte des Flamencos:
- 1994–1996 Mario Maya
- 1996–1997 María Pagés
- 1997–2003 José Antonio Ruiz
- 2003–2010 Cristina Hoyos
- 2011–2013 Rubén Olmo
- 2013–2016 Rafaela Carrasco
- 2016–2018 Rafael Estévez
- 2018–2023 Úrsula López[11]
- seit 2023 Patricia Guerrero[12] (Stand Juni 2025)

## Aufführungen
- De lo flamenco, 1994. Choreografie Mario Maya.
- Réquiem, 1994.  Choreografie Mario Maya.
- Homenaje a Albéniz: Suite Iberia, 1996. Choreografie Manolo Marín.
- Flamencos del Altozano. Tientos tangos, 1996. Choreografie Manolo Marín
- El perro andaluz. Burlerías, 1996. Choreografie María Pagés.
- El jaleo, 1997. Choreografie María Pagés und Fernando Romero.
- La vida breve, 1997. Suite der Oper von Manuel de Falla. Choreografie José Antonio Ruiz.
- Romeras, 1997. Choreografie José Antonio Ruiz.
- Imágenes flamencas, 1998. Choreografie José Antonio Ruiz.
- Cosas de payos, 1998. Choreografie Javier Latorre.
- Latido flamenco, 1998. Choreografie Manolete und Ensemble der Compañía Andaluza de Danza.
- Malunó, 1998. Choreografie José Antonio Ruiz.
- Golpes de la vida, 1998. Choreografie José Antonio Ruiz und Rafael Campillo
- Vals patético, 1998. Choreografie José Antonio Ruiz
- Elegía, homenaje a Antonio. 1999. Choreografie José Antonio Ruiz.
- Un ramito de locura, 1999. Choreografie Javier Barón.
- Encuentros, 2001. Choreografie Alejandro Granados, Eva Yerbabuena, Isabel Bayón, Rafael Campillo und José Antonio Ruiz.
- Picasso. Paisajes, 2001. Choreografie José Antonio Ruiz.
- Bodas de sangre de Federico García Lorca, 2002. Choreografie Antonio Gades.
- La leyenda, 2002. Idee und Choreografie José Antonio Ruiz.
- Yerma, 2003. Choreografie Cristina Hoyos.
- Los caminos de Lorca, 2004. Choreografische Begleitung Cristina Hoyos.
- A tiempo y a compás, 2004. Choreografie Cristina Hoyos.
- Viaje al sur, 2005. Choreografie Cristina Hoyos.
- Romancero gitano, 2006. Choreografie Cristina Hoyos.
- Poema del cante jondo en el Café de Chinitas, 2009. Choreografie Cristina Hoyos.
- Metáfora, 2012. Choreografie Rubén Olmo.
- Llanto por Ignacio Sánchez Mejías, 2013. Nach dem gleichnamigen Gedicht von Federico García Lorca. Choreografie Rubén Olmo.
- En la memoria del cante: 1922, 2014. Choreografie Rafaela Carrasco.
- Imágenes. 20 años de Ballet Flamenco de Andalucía, 2014. Choreografie Rafaela Carrasco.
- Tierra-Lorca. Cancionero popular, 2016. Choreografie Rafaela Carrasco, Ana Morales, David Coria und Hugo López.
- Aquel Silverio, 2017. Choreografie Valeriano Paños und Rafael Estévez
- Flamenco, tradición, vanguardia, 2017. Künstlerische Leitung Rafael Estévez, Choreografien des gesamten Ensembles.
- Flamenco lorquiano, 2018. Choreografie Valeriano Paños und Rafael Estévez
- Naturalmente flamenco, 2019. Choreografie Rubén Olmo und Úrsula López
- 25 aniversario Ballet Flamenco de Andalucía, 2019. Künstlerische Leitung Úrsula López.
- El maleficio de la mariposa, 2022, nach Motiven von Federico García Lorca
- Tríptico, 2022. Choreografien u. a. Úrsula López; Alejandro Molinero und Antonio Ruiz Soler.
- Alter Ego, 2024.[13]
- Mariana Pineda, nach dem gleichnamigen Drama von Federico García Lorca.[14]
- Origen. Las semillas del tiempo. Musikalischer Leiter Fahmi Alqhai, Choreografie Patricia Guerrero.